# دونالد أولدينغ هيب
دونالد أولدينغ هيب (زميل في الجمعية الملكية، مواليد 22 يوليو 1904 - توفي 20 أغسطس 1985) عالم نفس كندي ذو تأثير بمجال علم النفس العصبي، سعى إلى فهم كيف يمكن للوظيفة العصبية أن تساهم في العمليات النفسية مثل التعلم. اشتُهر على نطاق واسع بنظرية هيب التي قدمها في عمله الكلاسيكي تنظيم السلوك عام 1949. وُصف بأنه أبو علم النفس العصبي والشبكات العصبية. صنفت إحصائية مراجعة لعلم النفس العام، التي نُشرت عام 2002، هيب على أنه أكثر عالم نفس من القرن التاسع عشر استُشهِد به في القرن العشرين. وصفت وجهات نظره بشأن التعلم السلوكَ والفكرَ من ناحية وظيفة الدماغ، وشرح العمليات المعرفية من ناحية العلاقات بين التركيبات العصبية.

## نشأته
وًلد هيب في تشستر، بمقاطعة نوفا سكوشيا الكنديّة، وكان الأخ الأكبر لأربعة أشقاء. كان والداه هما آرثر وكلارا هيب، وعاش هناك حتى سن السادسة عشر، حين انتقل والداه إلى دارتموث بمقاطعة نوفا سكوشيا.
كان والدا دونالد طبيبين. تأثرت والدته بشدة بأفكار ماريا مونتيسوري، وقد درسته في المنزل حتى سن الثامنة. كان أداؤه جيدًا في المدرسة الابتدائية، إذ صعد إلى الصف السابع وهو في سن العاشرة، لكن نتيجة الرسوب ثم إعادة الصف الحادي عشر في تشيستر، تخرج من الصف الثاني عشر بعمر السادسة عشر من أكاديمية مقاطعة هاليفاكس، (فشل العديد أو معظم طلاب الصف الواحد في الصف العاشر والحادي عشر من مدرسة تشيستر في امتحان المقاطعة، سُمح لطلاب الصفين العاشر والحادي عشر بالتقدم رغم فشلهم، لكن لم يكن هناك صف ثاني عشر في تشيسر). ألتحق بجامعة دالهاوسي بهدف أن يصبح روائيًا، وتخرج حاملًا شهاد بكالوريوس في الفنون عام 1925. بعد ذلك، أصبح مدرّسًا يُدرّس في مدرسته القديمة في تشيستر. عمل في مزرعة في مقاطعة ألبيرتا لاحقًا، ثم سافر في الأرجاء، واشتغل كعامل في كيبيك.

## مسيرته

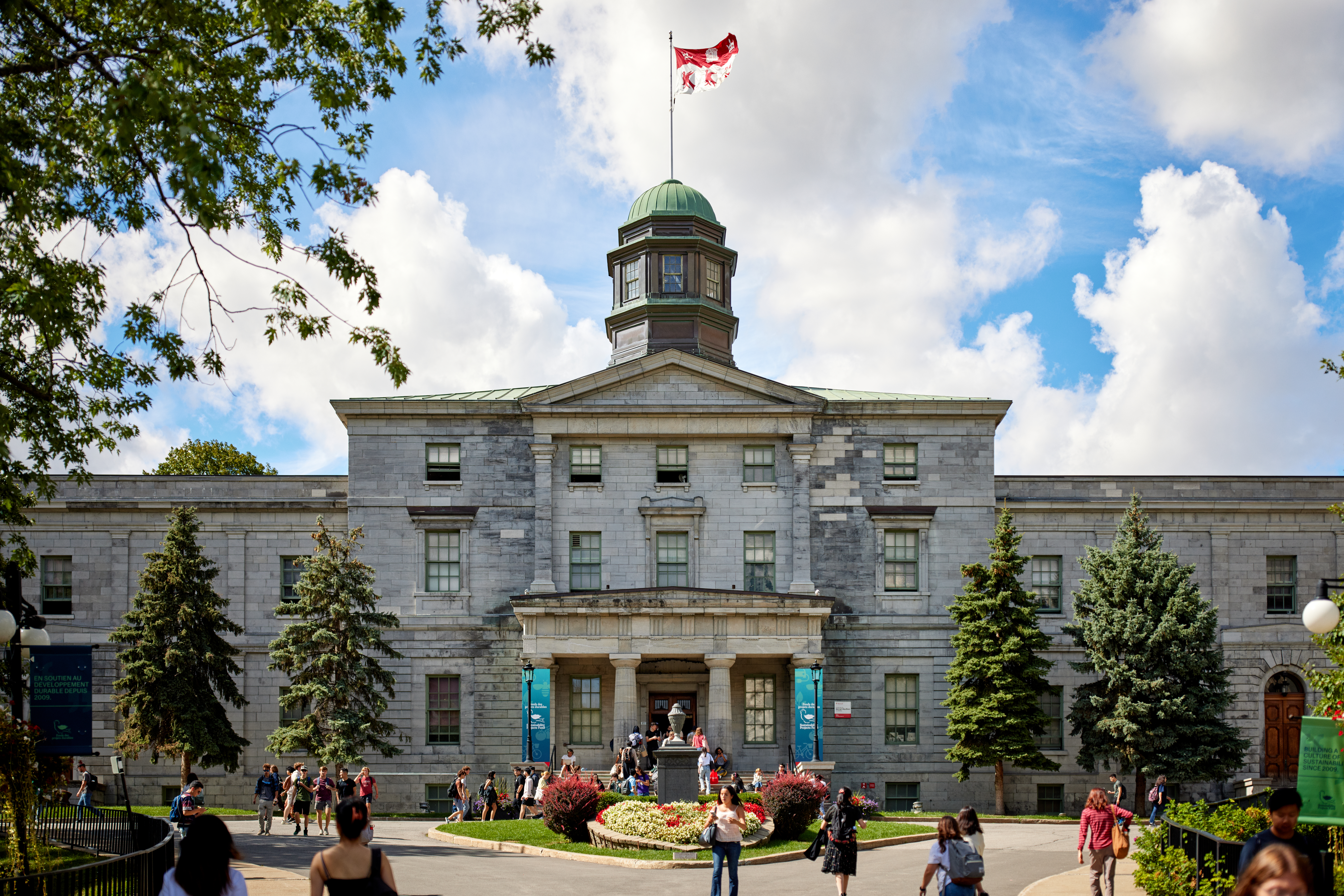
مبنى الفنون، جامعة مكغيل

في عام 1928، أصبح طالب دراسات عليا لدى جامعة مكغيل. لكن، في ذات الوقت، عُين كمدير لمدرسة مضطربة في ضواحي مونتريال. كان يعمل مع اثنين من زملائه من الجامعة، هما كيلوغ وكلارك، لتحسين حالة المدرسة. استعمل طرائق مبتكرة أكثر في التعليم؛ على سبيل المثال، وضع واجبات مدرسية أكثر إثارة للاهتمام وإرسال أي أحد يسيء التصرف إلى خارج المدرسة (ما يجعل الواجبات المدرسية أكثر امتيازًا). أكمل دراسته بدرجة الماجستير في علم النفس لدى جامعة مكغيل تحت إشراف عالم النفس البارز بروس بابكين. حملت أطروحة الماجستير الخاصة بهيب اسم الكبت وردود الفعل المشروطة وغير المشروطة، وحاول أن يُظهر فيها كيف أن ردود الفعل الهيكلية تكون نتيجةً للتعلم الخلوي.
مع بداية عام 1934، كان حياة هيب في انهيار. توفيت زوجته نتيجة تعرضها لحادث سيارة في عيد ميلاده التاسع والعشرين (22 يوليو 1933). كان عمله في مدرسة مونتريال يزداد سوءًا. وصف ذلك بكلماته، قائلًا إنه «هُزم من قِبل صلابة المناهج الدراسية في المدارس البروتستانتية في كيبيك». كان تركيز الدراسة في جامعة مكغيل منصبًا في اتجاه التعليم والذكاء، وكان هيب الآن أكثر اهتمامًا بعلم النفس الفيزيولوجي وينتقد منهجية التجارب هناك.
صمم أن يترك مونتريال، وبعث بسالة إلى روبرت يركس في جامعة يال، حيث عُرض عليه معقد لدراسة الدكتوراه. لكن، عوضًا عن ذلك، أقنع بابكين هيب أن يدرس مع كارل لاشلي في جامعة شيكاغو.
في يوليو 1934، قُبل هيب ليدرس تحت إشراف كارل لاشلي في جامعة شيكاغو. حملت أطروحته عنوان «مشكلة التوجه المكاني وتعلم المكان». تبع هيب، بالإضافة لطالبين آخرين، لاشلي إلى  جامعة هارفرد في سبتمبر 1935. وجب عليه هناك أن يغير أطروحته. قام بأبحاث أطروحته في هارفارد على تأثير فقدان البصر المبكر على حجم وتصور السطوع لدى الفأر. قام بهذا عن طريق تربية فئران في الظلام وفئران أخرى في النور ثم قارن بين أدمغتهم. في عام 1936، حصل على الدكتوراه من جامعة هارفارد. في العام التالي، عمل كباحث مساعد للاشلي وكمساعد تدريسي في علم النفس التمهيدي لإدوين بورنغ في كلية رادكليف. سرعان ما نُشرت أطروحته في جامعة هارفارد، وأنهى الأطروحة التي بدأها في جامعة شيكاغو.
في عام 1937، تزوج هيب زوجته الثانية، إليزابيث نيكولاس دونوفان. في ذات السنة، قُبِل للعمل مع ويلدر بنفيلد لدى معهد مونتريال للأعصاب بمساعدة من أخته كاثرين (طالبة دكتوراه مع بابكين في جامعة مكغيل). أجرى هناك أبحاثًا على تأثير جراحة الدماغ البشري وأذيته على وظيفته. رأى أن عقل الطفل يمكن أن يستعيد وظائفه الجزئية أو الكاملة عندما يُزال جزء منه، لكن الأذى المماثل الذي يصيب شخصًا بالغًا قد يكون أكثر ضررًا، وكارثيًا ربما. استنتج من هذا الدور البارز الذي يؤديه التحفيز الخارجي لدى البالغين. في الواقع، أظهر أن النقص بهذا التحفيز يسبب تقلص الوظيفة وأحيانًا الهلوسة.
أصبح أيضًا منتقدًا لاختبارات ستانفورد-بينت وويتشسلر للذكاء لأنها تُستخدم مع مرضى جراحة الدماغ. تًصمم هذه الاختبارات لتقيس الذكاء الكلي، في حين يعتقد هيب أن الاختبارات ينبغي أن تقيس تأثيرات محددة أكثر يمكن أن تسببها الجراحة للمريض. أنشأ بالتعاون مع ن. دبليو. مورتون اختبار إدراك للبالغين واختبار الصورة الشاذة.
قدّم أول إشارة إلى أن الفص الصدغي الأيمن كان مشتركًا في الإدراك البصري عن طريق وضع اختبار الصورة الشاذة قيد الاستخدام. أظهر أيضًا أن إزالة أجزاء من الفص الجبهي يؤدي إلى تأثيرات قليلة على الذكاء. في الحقيقة، لاحظ هيب على مريض بالغ أُزيل جزء كبير من الفصين الجبهيين لدماغه في سبيل علاجه من الصرع «تحسنًا ملحوظًا في الشخصية والقدرات الفكرية بعد العملية الجراحية». من هذه النتائج، بدأ يعتقد أن الفصين الجبهيين يملكان دورًا فعالًا في التعلم في المرحلة المبكرة من الحياة فقط.
في عام 1939، عُين في منصب تدريسي في جامعة كوينز.. في سبيل إثبات نظريته بتغير الوظيفة في الفصين الجبهيين مع التقدم بالسن، صمم متاهة مسار متغير، مع كينيث ويليامز، تسمى متاهة هيب ويليامز، وهي طريقة لاختبار ذكاء الحيوانات استُخدمت لاحقًا في دراسات لا حصر لها. استخدم المتاهة لاختبار ذكاء الفئران التي أُعميت في مراحل تطورية مختلفة. وأظهر أن «هناك تأثير دائم للتجارب التي أُجريت على الصغار في قدرات حل المشاكل لدى الفئران البالغة». أصبح هذا أحد المبادئ الرئيسية في علم النفس التنموي، ولاحقًا، ساعد هؤلاء الذين يجادلون بأهمية برامج «هيد ستارت» المقترحة لأطفال ما قبل المدرسة في الأحياء الفقيرة اقتصاديًا.
في عام 1942، انتقل إلى أورنج بارك بولاية فلوريدا ليعمل من جديد مع كارل لاشلي الذي حل محل يركس كمدير لمختبرات يركس لبيولوجيا الرئيسيات في مركز يركس الوطني لأبحاث الرئيسيات. هنا طور هيب اختبارات عاطفية للشمبانزي أثناء دراسته سلوك الرئيسيات. كانت التجارب غير ناجحة نوعًا ما بسبب أن الشمبانزي كانت عصيّة على التعلم. خلال مسار العمل هناك، كتب هيب كتابه الرائد تنظيم السلوك: نظرية في علم النفس العصبي، الذي وضع من خلاله النظرية القائلة إن الطريقة الوحيدة لشرح السلوك تكون من ناحية عمل وظائف الدماغ.
بعد ذلك، عاد إلى جامعة مكغيل ليصبح بروفيسورًا في علم النفس عام 1947، وقد ترأس ذلك القسم عام 1948. عمل هناك مرة أخرى مع بينفيلد، ولكن هذه المرة عن طريق طلابه الذين تضمنوا مورتمير ميشكن، وهالدور إينغر روسولفد، وبريندا ميلنر، الذين وسعوا عمله المبكر مع بينفيلد على الدماغ البشري.
توفيت زوجته إليزابيث عام 1962. وفي عام 1966، تزوج هيب زوجته الثالثة، مارغريت دورين رايت، إذ كانت أرملة.
بقي هيب في جامعة مكغيل حتى استقالته عام 1972. بقي في مكغيل عدة سنوات بعد استقالته في قسم علم النفس كبروفيسور فخري يجري دورة دراسية مطلوبة لجميع طلاب الدراسات العليا بالقسم. بعد ذلك، عاد إلى جامعة دالهاويس كبروفيسور فخري في علم النفس في عام 1980.
توفي هيب عام 1985 في نوفا سكوشيا، بعد سنتين من وفاة زوجته،. حظي بابنتين (كلتاهما من زواجه الثاني)، هما ماري هيب وجين هيب بول.

## التكريم والجوائز
كان هيب عضوًا في الجمعية الأمريكية لعلم النفس، وكان رئيسها عام 1960، فاز بجائزة المساهمات العلمية المتميزة التي تقدمها جمعية علم النفس الأمريكية عام 1961.
اختير زميلًا في الجمعية الملكية عام في مارس عام 1966. تلقى دكتوراه فخرية من عدد من الجامعات، تشمل جامعة شيكاغو عام 1961، وجامعة دالهاوسي عام 1965، وجامعة كونكورديا عام 1975.
سُميت جائزة دونالد هيب باسمه تكريمًا، وكانت تُعطى للعلماء الكنديين البارزين. تُمنح الجائزة سنويًا لشخص ساهم بشكل كبير في تعزيز انضباط علم النفس كعلم عن طريق إجراء البحوث أو التدريس أو القيادة أو العمل كمتحدث رسمي. وقُدمت أول مرة إلى دونالد هيب نفسه عام 1980.
في عام 2011، أُعطي القبول بعد وفاته للدخول في قاعة مشاهير مركز ديسكفري في مدينة هالفياكس بمقاطعة نوفا سكوشيا. توجد محفوظاته، بما فيها السجلات المتعلقة بالأنشطة البحثية والتدريسية، في محفوظات جامعة مكغيل بمونتريال.